# 四羟基对苯醌
四羟基对苯醌，又称四羟基-1,4-苯醌 (THBQ, THQ)，是一种有机化合物，化学式 C
6O
2(OH)
4。它是对苯醌的四个氢原子都被羟基取代而成的化合物。
它的水溶液是浅红色的，并结晶为闪闪发光的蓝黑色（但不导电）的二水合物 C
6O
2(OH)
4 · 2H2O。
四羟基对苯醌可以从乙二醛或肌醇合成。它和4,4'-联吡啶可以形成 2:3 加合物。

## 四羟基对苯醌的盐
类似大部分的酚，四羟基对苯醌是酸性的，很容易离解出氢离子，产生像是 C
6H
2O2−
6 和C
6O4−
6的阴离子。后者是对称的有芳香性。
它的钙盐 Ca
2C
6O
6是Chromohalobacter beijerinckii在盐豆发酵过程中从肌醇中产生的深紫色色素，在1935年已经被T. Hof注意到。
深紫色，不溶的二钾盐 K
2C
6H
2O
6 是由Paul W. Preisler和Louis Berger于 1942年首次合成，它们通过肌醇与硝酸在氧气存在下与碳酸钾反应，得到这种化合物。这种盐和盐酸的反应可以得到高产率的四羟基对苯醌。
黑色的四钾盐 K
4C
6O
6 是由Robert West和Hsien Ying Niu在1962年通过在甲醇中反应四羟基对苯醌和甲醇钾，首次合成这种化合物。这种盐是抗磁性的，红外光谱表明 C-C 和 C-O 距离相等，环在环己烷构象中略微扭曲。K
4C
6O
6 的部分氧化会产生绿色，很顺磁性的固体，可能是 3K+
 ·  C
6O3−
6，完全氧化则会产生二羟基环己烯四酮二钾 2K+
 ·  C
6O2−
6。
绿黑色的钠盐 Na
4C
6O
6 在1962年由Alexander J. Fatiadi和W. F. Sanger描述。
深紫色的锂盐 Li
4C
6O
6已被提议作为电池的电极材料，因为它可以被氧化成二羟基环己烯四酮盐 Li
2C
6O
6或还原成苯六酚盐 Li
6C
6O
6。在没有氧气的情况下，Li
4C
6O
6在450 °C 下稳定，然后分解成碳酸锂。二羟基环己烯四酮盐在400 °C 下会歧化成Li
4C
6O
6 和环己六酮 C
6O
6，后者会迅速分解成一氧化碳、二氧化碳和碳。Li
4C
6O
6 的水合物 Li
4C
6O
6 · 2H2O在 250 °C下失水。